# Płońsk
Pour les articles homonymes, voir Płońsk (homonymie).
Płońsk (prononciation : [pwɔɲsk]) est une ville du powiat de Płońsk dans la voïvodie de Mazovie, dans le centre de la Pologne
Elle est une ville-powiat et le siège administratif (chef-lieu) du powiat de Płońsk et de la gmina de Płońsk, bien qu'elle ne se trouve pas sur le territoire de la gmina. Sa population s'élevait à 21 591 habitants en 2022.

## Histoire
La population juive était importante dans la ville. En septembre 1940 les Allemands enferment les Juifs de la ville et des villages voisins dans un ghetto. En tout, 12 000 personnes y seront gardées dans des conditions difficiles, subissant notamment une épidémie de typhus. À partir d'octobre 1942, les prisonniers du ghetto seront déportés vers le camp d'extermination d'Auschwitz.

## Personnalités liées à la ville
- David Ben Gourion (1886-1973), Premier ministre israélien, y est né.
- Natan Darty (1920-2010), fondateur des magasins Darty, y est né.
- Jacek Dobaczewski
- Tadeusz Gierymski
- Igor Gołaszewski
- Marian Gołębiewski
- Czesław Klarner
- Joanna Mucha
- Ewa Konieczna Pilachowska
- Helena Sławińska
- Ludwik Sztyrmer

## Relations internationales

### Jumelages
- Ramat HaNegew ( Israël)
- Čakovec ( Croatie)
- Crépy-en-Valois ( France)
- Soleczniki ( Lituanie)
- Bakczysaraj ( Ukraine)
- Volgograd ( Russie)
- Notaresco ( Italie)
- Mosciano Sant'Angelo ( Italie)
- Antoing ( Belgique)